# نوگینو
نوگینو (به لاتین: Nogino) یک منطقهٔ مسکونی در روسیه است که در سرزمین آلتای واقع شده‌است.